# 계획예산제도
계획예산제도(計劃豫算制度, Planning Programming Budgeting System)는 장기적인 계획을 세우고(Planning), 계획 달성을 위한 사업을 구조화하고(Programming), 이에 따라 예산을 편성하는(Budgeting) 체계적인 예산제도이다. 보통 영어 명칭을 줄여서 PPBS라고도 한다.

## 역사
그 시초는 제2차 세계 대전 당시의 미국에서 시행된 물자통제계획(Controlled Materials Plan)에서 찾을 수 있다. 이는 최소한의 자원을 필수불가결한 사업에 배정함으로써 전쟁 수행을 돕는 계획이었다.
1961년에는 당시 케네디 정부의 국방부 장관이었던 로버트 맥나마라가 미국 국방부에 도입해 실효를 거둬 관심이 높아졌다.
1963년 미국 대통령에 당선된 린든 B. 존슨 대통령은 위대한 사회 정책을 추진해 정부 지출을 늘려 갔다. 이로 인해 팽창하는 예산의 합리성을 높일 수 있는 예산제도의 필요성이 증대되었다. 이에 부응한 것이 국방부에서 검증된 계획예산제도였다. 존슨 대통령은 1965년부터 모든 연방정부의 기관에서 계획예산제도를 채택할 것을 지시하였다. 컴퓨터의 급속한 발달로 정보 처리 능력이 향상되었고, 비용편익분석 등의 분석기법이 개발된 것도 계획예산제도의 성립을 촉진한 요인이었다.
존슨 대통령이 야심차게 시행한 예산제도였지만, 실제 수행 과정에서 많은 문제점을 드러내었다. 결국 기대한 만큼의 성과를 거두지 못하고 1970년대 들어서 영기준예산제도로 대체되고 만다.

## 내용
장기적인 계획을 세우고(Planning), 목표 달성을 위해 사업을 구조화하고(Programming), 이에 따라 예산을 편성하는(Budgeting) 과정을 거친다. 이 과정에서 비용편익분석, 체계분석, 게임 이론, 시뮬레이션 등의 분석 기법을 통해 합리적이고 체계적인 예산 편성을 꾀한다.

### 장점
- 예산 편성 과정이 고위층에서 일어나기 때문에 의사결정 절차를 일원화할 수 있다.[4]
- 중장기계획을 추진하는 데 유리하다.[4]
- 과학적인 분석 기법을 통해 합리적인 예산 편성을 꾀할 수 있다.[5]

### 단점
- 다원화된 사회에서는 예산을 둘러싼 의견대립 등으로 적용이 어렵다.[3]
- 예산 편성에 고도의 전문성을 요구하는데, 이에 걸맞는 전문가의 확보가 어렵다.[3]
- 지나친 집권화로 인한 행정부 우위 현상과 이에 대한 입법부의 반발이 일어날 수 있다.[3]
- 대중적인 이해를 얻기 쉽지 않기 때문에 실현 가능성이 낮다.[6]
- 하향적·집권적으로 예산을 편성하기 때문에, 하위 구성원의 참여가 배제돼 상하간 갈등이 발생할 수 있다.[5]
- 업무량이 증가해 일선 관료들이 불만을 가질 수 있다.[6]